# Jean-Baptiste Machado de Távora
Le bienheureux Jean-Baptiste Machado de Távora (en portugais : João Baptista Machado de Távora), né vers 1581 à Angra, dans les Açores (Portugal), et mort (exécuté) le 22 mai 1617 à Kôri (Nagasaki) au Japon, était un prêtre jésuite portugais, missionnaire au Japon.  Première victime de la Grande persécution au Japon, il est béatifié (avec le groupe de martyrs japonais) en 1867. Liturgiquement il est commémoré le 4 février.

## Biographie

### Jeunesse et formation
Fils aîné de Christophe (Cristovão) Nunes et Maria Cotta, de la haute noblesse des Açores, Jean-Baptiste aurait eu à l’âge de sept ans (d’après son témoignage personnel, donné en fin de vie) une prémonition de sa mort pour la foi chrétienne au Japon. Au cours d’un voyage vers la cour royale de Madrid il change de destination pour entrer au noviciat des Jésuites à Coimbra. La même année, en décembre 1597, le noviciat portugais déménage pour s’installer à Lisbonne (18 décembre 1597). Machado retourne à Coimbra pour ses études. 
Le 11 avril 1601, Machado, et quatorze autres compagnons jésuites, embarquent pour l'Inde: ils sont destinés à la mission du Japon. À Goa, il étudie les arts et enseigne le latin pendant deux ans. Il passe ensuite à Macao, porte d’entrée des missions d’Extrême-Orient, où il fait ses études de théologie (1607-1609). Il y est ordonné prêtre. Machado arrive enfin là où il est effectivement envoyé: à Nagasaki le 29 juin 1609.

### Missionnaire au Japon
Après avoir étudié la langue japonaise à Arima[Lequel ?], Machado est envoyé à Fushimi-ku (aujourd’hui section de Kyoto). En 1611, il part pour le daimyado de Kôzuke (aujourd'hui à Gunma) pour visiter la communauté chrétienne regroupée autour d'une fille du Daimyô d'Arima. Par ailleurs, il visite les chrétiens de Mino, Owari, Ise, Mikawa, Suruga et Musashi, et s'est arrêté surtout à Suruga (présent Shizuoka), où se trouvait la cour de Tokugawa Ieyasu. Supérieur religieux de la mission de Fushimi il est secondé du frère Louis Matsuo ; ensemble ils sont responsables de centaines de catéchumènes.  

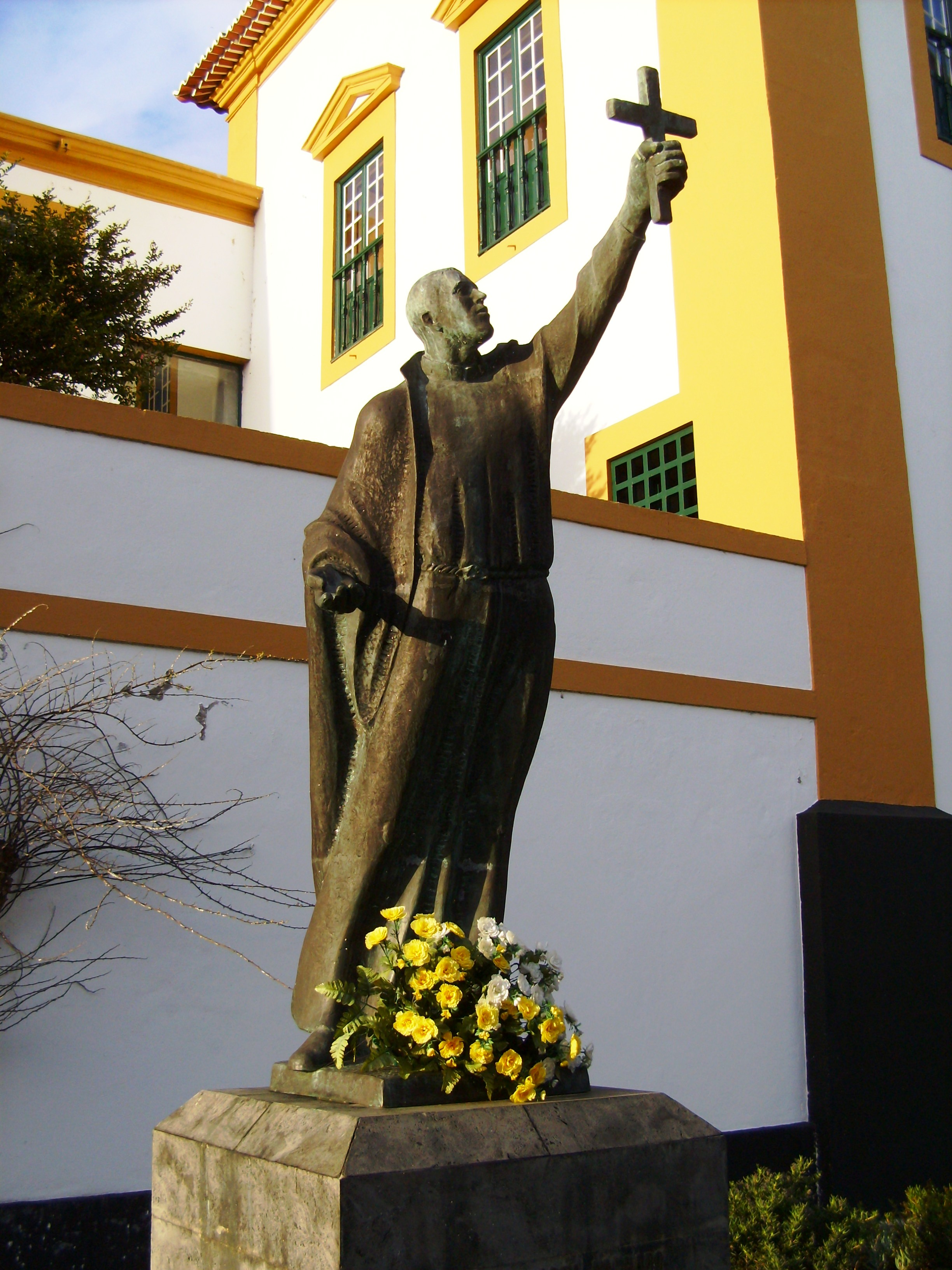
Dans son village natal de Angra (Açores)

Le 25 février 1614, les jésuites, affectés par le décret d'expulsion de Tokugawa Hidetada, s'embarquent à Saka et arrivent à Nagasaki le 11 mars, en route pour Macao. Cependant, à  son demande insistante, Machado obtient la permission de rester au Japon pour assurer le soutien pastoral et spirituel de chrétiens qu’il ne veut pas voir abandonnés à leur sort, alors que la persécution se fait de plus en plus dure. Il entre dans la clandestinité, résidant dans la région de Nagasaki. Avec tristesse il est témoin de l’apostasie de nombreux chrétiens comme - avec joie et consolation – de la solidité de la foi chrétienne d’autres, malgré les menaces d’arrestation et de sévices.

### Arrestation et exécution
En avril 1617 il se rend sur une des Îles Gotō pour y visiter une colonie de lépreux. Il a le temps de leur rendre visite et de célébrer l’Eucharistie pour eux. Suivi par un espion il est arrêté le 21 avril et transféré à Omura, où il se trouve en résidence surveillée (en compagnie du franciscain Pierre de l’Ascension) chez un chrétien apostat, Tomonaga, qui cependant le traite avec humanité, l’autorisant à célébrer la messe et cherchant son contact.
Un mois plus tard, le 22 mai 1617, Tomonaga en larmes l’informe que lui-même et son compagnon franciscain seraient exécutés l’après-midi du même jour. La nouvelle est reçue avec sérénité et même joie par le père Machado. Les deux prêtres sont exécutés par décapitation sur une colline boisée à l’extérieur de la ville d’Obitori. C’était le dimanche de la Trinité.  Jean-Baptiste Machado a 37 ans. 
Six mois plus tard le chrétien apostat Tomonaga revient à la foi chrétienne. Il mourra martyr plus tard. 

## Souvenir et vénération
- Dès après sa mort des témoignages sont recueillis quant aux circonstances de son martyre. Le procès en vue de sa béatification est déjà terminé, à Manille, dix ans plus tard. Jean-Baptiste Machado est béatifié le 7 juillet 1867 par le pape Pie IX avec un grand nombre d’autres victimes des persécutions japonaises du XVIIe siècle.  Avec les autres martyrs japonais il est liturgiquement commémoré le 4 février.
- Une statue fut érigée en son honneur dans le centre de la ville d'Angra do Heroísmo, dans les Açores.

## Source
- Joseph N. Tylenda: Jesuit Saints and Martyrs, Chicago, Loyola University Press, 1984, pp.142-144.